# Condado de Marion (Misisipi)
El condado de Marion (en inglés: Marion County), fundado en 1811, es un condado del estado estadounidense de Misisipi. En el año 2000 tenía una población de 25.595 habitantes con una densidad poblacional de 18 personas por km². La sede del condado es Columbia.

## Geografía
Según la Oficina del Censo, el condado tiene un área total de 1422 km² (549 mi²), de la cual 1404 km² (542,1 mi²) es tierra y 18 km² (6,9 mi²) es agua.

## Demografía
En el 2000 la renta per cápita promedia del condado era de $ 24 555, y el ingreso promedio para una familia era de $29 894. El ingreso per cápita para el condado era de $12 301. En 2000 los hombres tenían un ingreso per cápita de $26 909 frente a $17 192 para las mujeres. Alrededor del 24,80% de la población estaba bajo el umbral de pobreza nacional.

## Condados adyacentes
- Condado de Jefferson Davis (norte)
- Condado de Lamar (este)
- Condado de Pearl River (sureste)
- Parroquia de Washington, Luisiana (sur)
- Condado de Walthall (oeste)
- Condado de Lawrence (noroeste)

## Localidades
Ciudades
- Columbia

### Lugares designados por el censo
- Foxworth

### Áreas no incorporadas
- Cheraw
- Goss
- Hub
- Kokomo
- Morgantown
- Sandy Hook
- Jamestown

## Principales carreteras
- U.S. Highway 98
- Carretera 13
- Carretera 35
- Carretera 43
- Carretera 44